# Wapping (Metropolitano de Londres)

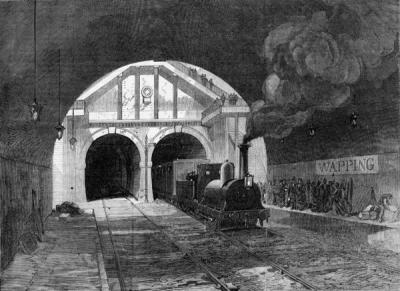
Locomotiva saindo do Túnel do Tamisa e chegando ao que hoje é a estação Wapping. Illustrated London News de 8 de janeiro de 1870.

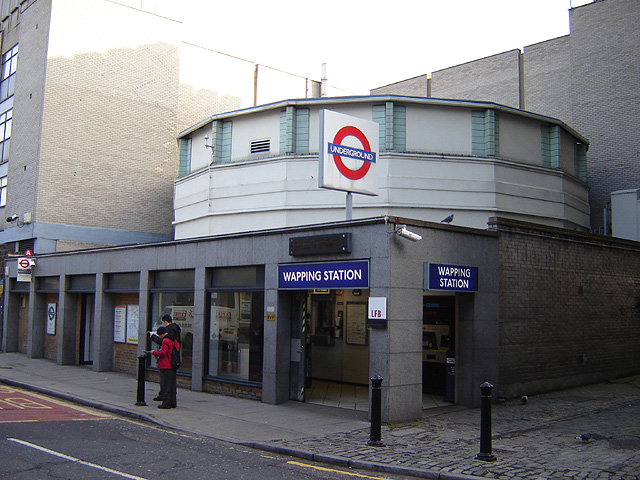
Estação Wapping em 2006 com a marca London Underground. A entrada foi movida das laterais para a frente da estação.

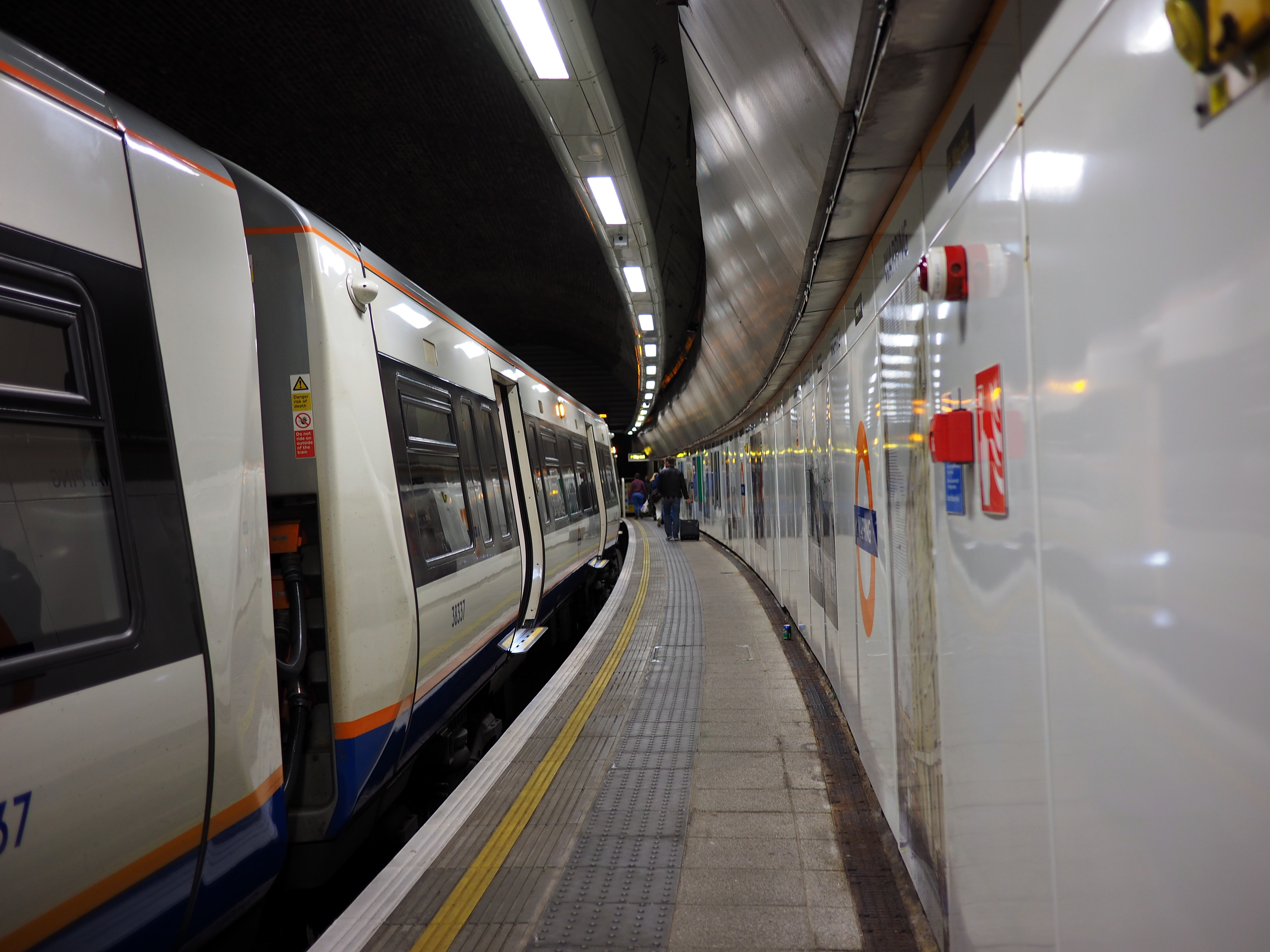
Trem subterrâneo de Londres na plataforma norte da estação Wapping em 2015. As plataformas estreitas e curvas da estação foram identificadas como um risco à segurança.

A Estação de Wapping é uma estação metroviária que pertence ao sistema de metropolitano da Cidade de Londres. Em 2013, a estação recebeu 1,271 milhões de passageiros.

## Localização
A estação está localizada na extremidade norte do Túnel do Tamisa e foi construída entre os anos de 1825 e 1843 por Marc Isambard Brunel. Originalmente era um túnel para pedestres e mais tarde foi convertido para o tráfego ferroviário. O acesso às plataformas é feito por elevadores e escadas. A entrada do túnel e as escadas de acesso para as plataformas estão tombados desde 1973.